# Aikanã
Aikanã, även kända som cassupá, massaca, columbiara, huari, uari, wari, mundé och tubarão, är ett ursprungsfolk i Brasilien, som lever i delstaten Rondônia, på låglandet i den västra delen av Amazonas. De ska inte förväxlas med ett annat folk, wari (även kallade pakaa nova), 

## Historia
De första källor som omtalar aikanã är från 1730 då guldletare trängde in i deras område. Sjukdomar följde liksom jesuitmissionärer som hade verksamhet i området fram till 1750. Genom Madridfördraget blev området norr om Guaporéfloden portugisiskt. Därefter fram till början av 1900-talet fick de leva ganska ostört. Men under 1900-talets inledning innebar gummiindustrin att de åter kom i kontakt med utomstående och återigen drabbades de av sjukdomar. Under 1920- och 1930-talet gick gummiindustrin tillbaka men tog ny fart under andra världskriget. I slutet av 1970-talet fanns endast ca 80 personer som talade akikanä. 

## Mark
Aikanas traditionella land ligger i anslutning till Guaporéfloden. År 1970 flyttade den brasilianska regeringen stammen till Tubarão-Latundê-området, som anses ha dålig jord. De har tre byar och bor i närliggande städer, som Vilhena.

## Språk
Aikanä talar aikanãspråket, vilket är ett oklassificerat språk. Dess ISO 639-3 språkkod är "tba".

## Erland Nordenskiöld och aikanã
Den svenske etnografen Erland Nordenskiöld lär ha varit den förste forskaren som fotograferade aikanã under sin expedition 1913-1914. Han kallade dem för huari. Hans etnografiska betraktelser av aikanã tillhör inte några av de bättre han presterade. Han använder uttryck som stenåldersmänniskor, vildar och människoätare utan att egentligen förklara vad han menar med dessa uttryck. Drygt 170 föremål samlades in och ca 20 fotografier togs. Dessa finns på Världskulturmuseet i Göteborg. 